# John F. Kelly
John Francis Kelly (født 11 . maj 1950 i Boston i Massachusetts) er en amerikansk pensioneret general i marinekorpset. Han var præsident Donald Trumps stabschef i Det hvide hus fra juli 2017, hvor han efterfulgte Reince Priebus indtil Kelly selv blev efterfulgt midlertidigt af Mick Mulvaney i  januar 2019. Fra 20. januar til 31. juli 2017 var han USA's sikkerhedsminister i Donald Trumps regering.
Frem til 2016 ledte Kelly USA's indsats i Syd- og Mellem-Amerika. Den 7 . december 2016 bekendtgjorde USA's kommende præsident Donald Trump, at han havde nomineret Kelly til minister for indenlandsk sikkerhed i sin regering.

## Opvækst og uddannelse
Kelly blev født den 11. maj 1950 i Boston, Massachusetts, i en irsk katolsk familie. Hans far arbejdede for postvæsnet i Brighton. Han voksede op i bydele Brighton i Boston. BInden han blev 16 blaffede han til staten Washington og og toget hjem igen, og hoppede undervejs på et tog i fart fra Seattle til Chicago. Han arbejdede et år hos United States Merchant Marine, og han har udtalt at "min første gang ude af landet bestod i at bringe 10.000 tons øl til Vietnam".
I 1970, da hans mor fortalte ham at han skulle trække nummer til militæret, meldte han sig til U.S. Marine Corps. Han tjente i en infanteri-deling med 2nd Marine Division i Camp Lejeune, North Carolina, og kom i den inaktive reserve som sergent i 1972, så han kunne komme på college. Han vendte tilbage til aktiv tjeneste i marinekorpeset i 1975, og færdiggjorde en uddannelse på Officer Candidates School, og fik titel af 2. løjtnant den 27. december 1975. I 1976 blev han færdig på University of Massachusetts Boston og i 1984 fik han en kandidatgrad i sikkerhedspolitik fra Georgetown School of Foreign Service. I 1995 færdiggjorde Kelly en uddannelse fra National Defense University i Washington, DC med en kandidatgrad i Science in Strategic Studies.

## Privatliv
Kelly har været gift med Karen Hernest siden 1976. De har fået tre børn sammen; Robert, John Jr., og Kathleen.
Den 9. november 2010 blev Kellys 29årige søn, første løjtnant Robert Michael Kelly, dræbt i kamp, da han trådte på en landmine, mens han ledte en gruppe af marinesoldater på en patrulje i Sangin, Afghanistan. Den yngre Kelly var tidligere marinesoldat, og var på sin tradje udsedelse, og den første som officer. Da han døde var Robert Kelly med i Lima Company, 3. bataljon 5. marinekompagne. Robert Kellys død gjorde John Kelly til den højeste rangerende amerikanske militærofficer, der havde mistet sit barn i Irak eller Afghanistan. Kellys anden søn er ligeledes i marinekorpset.

## Militære dekorationer
Kellys militære dekorationer og medaljer:
|                     |  |                 |                         |
|                     |  | Gold award star |                         |
|                     |  |                 | Bronze oak leaf cluster |
|                     |  |                 |                         |
| Bronze service star |  |                 |                         |
|                     |  |                 |                         |
|                     |  |                 |                         |

| Defense Distinguished Service Medal                     |                                                      |                                                     |                                                          |
| Defense Superior Service Medal                          | Legion of Merit w/ Gold Star and Combat "V"          | Meritorious Service Medal w/ Gold Star              | Navy and Marine Corps Commendation Medal w/ 3 Gold Stars |
| Navy and Marine Corps Achievement Medal                 | Navy Combat Action Ribbon                            | Navy Presidential Unit Citation                     | Joint Meritorious Unit Award w/ Oak Leaf Cluster         |
| Navy Unit Commendation                                  | Navy Meritorious Unit Commendation w/ 2 Bronze Stars | Marine Corps Expeditionary Medal                    | National Defense Service Medal w/ 2 Bronze Stars         |
| Southwest Asia Service Medal w/ Bronze Star             | Iraq Campaign Medal w/ 3 Bronze Stars                | Global War on Terrorism Expeditionary Medal         | Global War on Terrorism Service Medal                    |
| Navy Sea Service Deployment Ribbon w/ 4 Bronze Stars    | Navy and Marine Corps Overseas Service Ribbon        | Grand Officer of the Order of San Carlos (Colombia) | Kuwait Liberation Medal (Kuwait)                         |
| Office of the Secretary of Defense Identification Badge |                                                      |                                                     |                                                          |